# Cleptocaccobius boucomonti
Cleptocaccobius boucomonti är en skalbaggsart som beskrevs av Yves Cambefort 1985. Cleptocaccobius boucomonti ingår i släktet Cleptocaccobius och familjen bladhorningar. Inga underarter finns listade i Catalogue of Life.